# Trawniki (województwo świętokrzyskie)
Trawniki – wieś w Polsce położona w województwie świętokrzyskim, w powiecie koneckim, w gminie Smyków.
W latach 1975–1998 miejscowość położona była w województwie kieleckim.
Wierni Kościoła rzymskokatolickiego należą do parafii św. Jana Chrzciciela w Zaborowicach.